# Truttemer-le-Grand
Truttemer-le-Grand är en kommun i departementet Calvados i regionen Normandie i norra Frankrike. Kommunen ligger i kantonen Vire som ligger i arrondissementet Vire. År 2018 hade Truttemer-le-Grand 643 invånare.

## Befolkningsutveckling
Antalet invånare i kommunen Truttemer-le-Grand
Referens:INSEE